# خولون

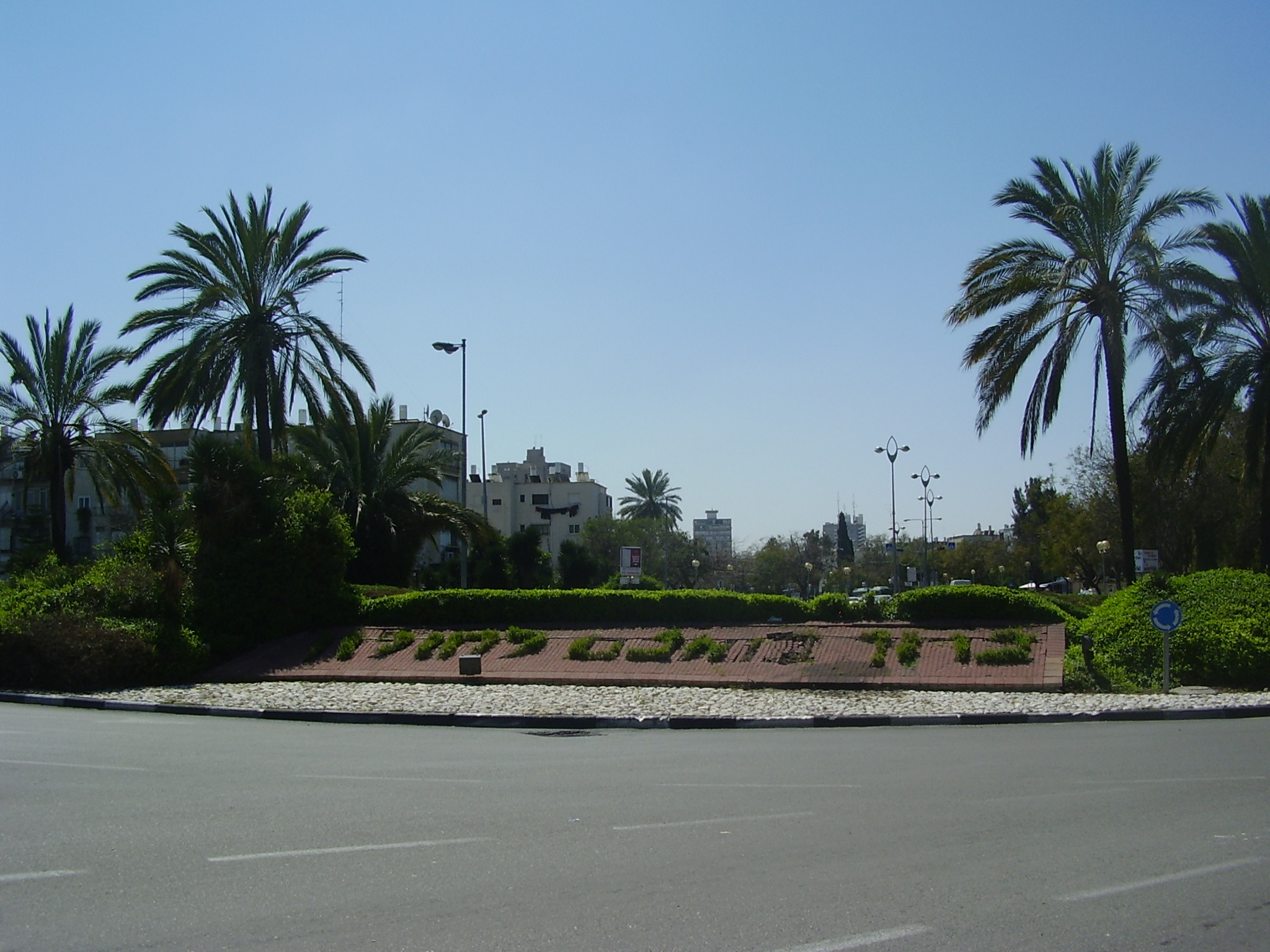
یکی از میادین شهر حولون.

حولون (به عبری: חולון) یکی از شهرهای اسرائیل است که در استان تل‌آویو و در مرکز کشور اسرائیل قرار گرفته است. شهر خولون در جنوب کلان‌شهر تل‌آویو واقع شده‌است. این شهر از مراکز بزرگ جمعیتی ایرانیان یهودی‌تبار است. شهر خولون دارای جمعیتی در حدود ۱۸۰هزار نفر است.
مراکز فرهنگی‌ای همچون «خانه کوروش»، که یکی از نهادهای فرهنگی و اجتماعی یهودیان ایرانی است، در این شهر قرار دارد.